# Burg Ochsenstein

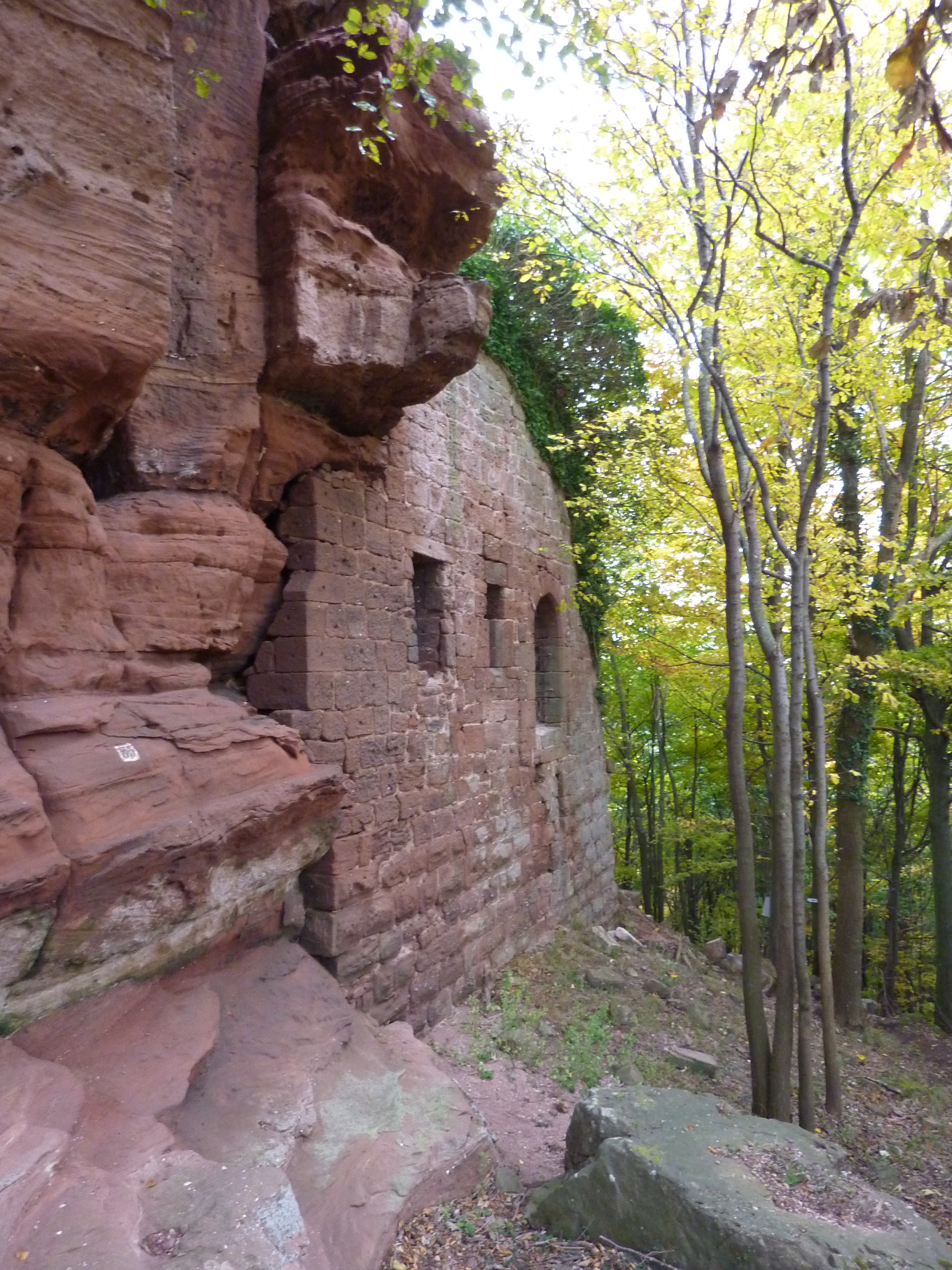
Südwand der Vorburg von Groß-Ochsenstein

Die Burg Ochsenstein (französisch Château d’Ochsenstein) ist eine elsässische Felsenburg, die sich in der Gemeinde Reinhardsmunster befindet. Sie besteht aus den drei unmittelbar benachbarten Anlagen Groß-Ochsenstein (auch Großes Schloss, französisch Grand Ochsenstein), Klein-Ochsenstein (auch Kleines Schloss, französisch Petit Ochsenstein) und Wachelheim (französisch Château de Wachelheim). Die Burg war der Stammsitz des gleichnamigen elsässischen Adelsgeschlechts, das im Mittelalter die Herrschaft Ochsenstein begründete.
Die Ochsensteiner errichteten ihre Burg auf drei regional typischen Felsen aus Buntsandstein. Die Oberburg von Groß-Ochsenstein stammt aus der ersten Hälfte des 13. Jahrhunderts, während Klein-Ochsenstein als Sitz der Vögte von Wasselnheim möglicherweise schon in der zweiten Hälfte des 12. Jahrhunderts existiert haben könnte. Im Laufe ihrer Geschichte zweimal bei Belagerungen teilweise zerstört und anschließend wieder aufgebaut, beschädigte ein Brand die Burg im 16. Jahrhundert derart stark, dass ein erneuter Wiederaufbau unterblieb. Die gesamte Anlage ist heute eine Ruine und steht schon seit dem 6. Dezember 1898 als Monument historique unter Denkmalschutz. Sie ist für Besucher kostenlos und frei zugänglich.

## Lage
Die Burg befindet sich auf dem Gebiet der Gemeinde Reinhardsmunster in den nördlichen Vogesen und steht dort am südlichen Ende des 584 Meter hohen Schlossbergs. Im Gegensatz zu den meisten anderen Höhenburgen in den Vogesen steht sie nicht an der Ostkante des Gebirges, sondern etwa einen Kilometer weiter westlich. Von dort reicht der Blick bis in die lothringische Ebene und zum Burgberg der Dagsburg. Die Ochsensteiner Anlage lag wohl an einem vielgenutzten Weg zur rund 5,5 Kilometer entfernten Dagsburg, die eine der wichtigsten Hochadelsburgen der Vogesen war.

## Geschichte

### Ochsensteiner

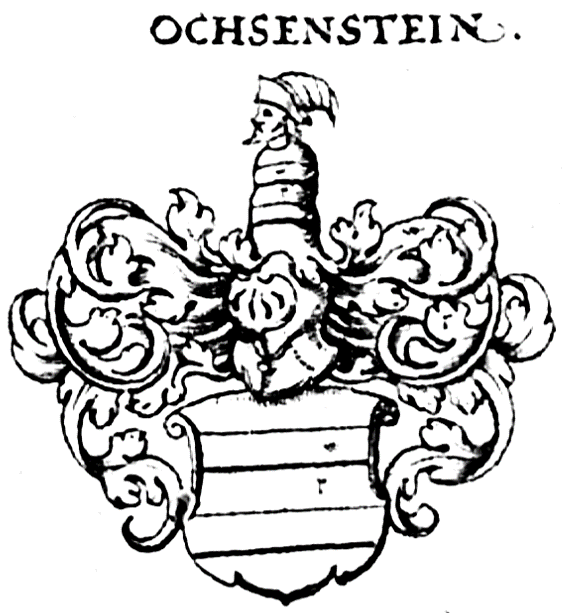
Wappen derer von Ochsenstein (zwei silberne Balken in Rot)

Der Burgberg war schon in prähistorischer Zeit besiedelt, doch erst im Jahr 1186 erscheint der Name „Ochsenstein“ mit Otto I. von Ochsenstein, Sohn Ottos von Geroldseck, erstmals schriftlich. Wegen der Nennung des Familiennamens kann davon ausgegangen werden, dass die Burg Ochsenstein zu jener Zeit schon existierte und von der Familie von Geroldseck erbaut worden war. Als Otto I. 1217 erkrankt war, regelte er seinen Nachlass und teilte den Besitz unter seinen drei Söhnen auf. Durch die entsprechende Urkunde ist belegt, dass es zu jener Zeit schon mehr als eine Anlage auf dem Burgberg gab. Ottos ältester, Otto II., erhielt den südlichen Felsen und das darauf stehende Groß-Ochsenstein. Der Sohn Eberhard bekam das Burghaus (domus) der Vögte von Wasselnheim zugesprochen, das sich vermutlich auf dem mittleren Felsen befand. Eberhard nutzte dies jedoch nie als Wohnsitz, sondern bezog nach dem wohl baldigen Tod seines jüngsten Bruders Conrad dessen Burg Greifenstein, die sechs Kilometer weiter nördlich bei Saverne liegt.
Als Otto II. um 1240 Kunigunde von Habsburg, die Schwester des späteren Königs Rudolf I., heiratete, begann der Aufstieg der Ochsensteiner zu einem der bedeutendsten Adelsgeschlechter des Unterelsass. Ottos II. und Kunigundes erstgeborener Sohn Otto III. begleitete seinen königlichen Onkel auf Kriegszügen und Unternehmungen vor allem in Böhmen. Als Dank für seine Loyalität und Treue ernannte ihn Rudolf I. zum Landvogt (französisch bailli provincial) im Elsass und Breisgau.
1284 wurde ein Teil der Burg belagert, eingenommen und zerstört. Mit Gewissheit handelte es sich dabei um Klein-Ochsenstein und möglicherweise auch um den Nordteil der Anlage. Tatsächlich war es wohl so, dass Klein-Ochsenstein im Besitz der Vögte von Wasselnheim war, die Gefolgsleute Friedrich III., Herzog von Lothringen, waren. Dieser lag in Konflikt mit der Straßburger Bischof Konrad III. von Lichtenberg, mit dem Otto III. von Ochsenstein verwandt und verbündet war. Die zerstörten Gebäude ließ Otto III. anschließend wieder aufbauen.
Nach dem Tod Rudolphs I. wurde er durch dessen Nachfolger Adolf von Nassau als Landvogt bestätigt. Auch Otto IV. von Ochsenstein bekleidete ab 1315 dieses Amt. Bei seinem Tod 1327 wurde er durch Otto V. beerbt. Dessen drei Kinder stritten sich nach seinem Ableben um das Erbe. Ein Schiedsgericht sprach Ochsenstein schließlich den Brüdern Otto VI. und Rudolph zu. Ihre Schwester musste die von ihr erhobenen Ansprüche auf Ochsenstein aufgeben. Otto VI. trug seine Burg 1378 dem Bischof von Metz zu Lehen auf. Seine Familie nutzte die Anlage zu jener Zeit nicht mehr als Wohnsitz, weshalb sie nur noch von Burgmannen bewohnt war. In der Folgezeit diente sie mehrfach als Pfandobjekt, und der Unterhalt der Gebäude wurde stark vernachlässigt. 1382 wurde Klein-Ochsenstein ein weiteres Mal in seiner Geschichte zerstört. Rudolph II. von Ochsenstein lag im Streit mit der Stadt Straßburg, deren Truppen Klein-Ochsenstein belagerten, einnahmen und schleifen ließen. Bis spätestens 1393 war sie aber wieder aufgebaut, denn in jenem Jahr wurde für sie ein Burgfrieden geschlossen.
1391 verkauften die Ochsensteiner ein Viertel ihrer Burg an den Pfalzgrafen Ruprecht II. Damit begannen sie, die Anlage stückweise fremden Herren zu öffnen oder an diese zu veräußern. Ein Grund dafür war wohl der allmähliche, gesellschaftliche Abstieg der Herren von Ochsenstein, seit das Haus Habsburg nicht mehr die deutschen Könige stellte. In der Folge geriet das Geschlecht während des 15. Jahrhunderts unter das Protektorat der Kurfürsten von der Pfalz. In einer Auseinandersetzung zwischen Friedrich von Ochsenstein, einem Sohn Rudolphs II., mit dem Markgrafen von Baden, Bernhard I., nahm letzterer die Burg Ochsenstein ein. Er erhielt 1407 ein Erböffnungsrecht und Friedrich von Ochsenstein trat Bernhard und seinem Sohn Jakob I. die Hälfte der Burg auf Lebenszeit ab und schloss einen Burgfrieden mit ihnen. 1410 verpfändete Otto VI. einen Teil der Burg Ochsenstein für 1000 Gulden an dem Straßburger Bischof Wilhelm II. von Diest. 1411 bestätigte Friedrichs Bruder, Volmar, den Burgfrieden mit dem Markgrafen von Baden und räumte zeitgleich Ludwig IV. von Lichteneck das Öffnungsrecht für seine Burg ein.
Von Volmar von Ochsenstein kam der Besitz nach seinem Tod 1426 an seinen damals noch minderjährigen Sohn Georg, der als letzter männlicher Ochsensteiner 1485 starb.

### Zweibrücken-Bitsch
Die Burg ging anschließend als Erbe über Georgs Schwester Kunigunde, die Heinrich I. von Zweibrücken-Bitsch geheiratet hatte, an Georgs Neffen Heinrich II. von Zweibrücken-Bitsch über.
Dessen Sohn Georg verpfändete die derweil heruntergekommene Anlage 1527 für 2800 Gulden an Ulrich von Rathsamhausen. Dieser ließ bis 1553 Bauarbeiten an der Anlage ausführen. So wurde unter ihm zum Beispiel ein alter Turm abgerissen und durch einen Neubau ersetzt sowie Erneuerungen am Torbau der Burg und an den Stallungen vorgenommen. Insgesamt investierte Ulrich über 4000 Gulden. Über seine Tochter Anne kam Burg Ochsenstein an die Familie ihres Mannes, Sebastian von Landsberg. Von ihm löste Jakob von Zweibrücken-Bitsch die Anlage wieder ein und ließ Groß-Ochsenstein bis 1559 wiederaufbauen. Allerdings brannte schon im Winter 1559 die Anlage ab und ist seither eine Ruine.

### Hanau-Lichtenberg
1570 kam es zu einem weiteren Erbfall, der die Burg Ochsenstein zur Grafschaft Hanau-Lichtenberg brachte: Graf Jakob von Zweibrücken-Bitsch (* 1510; † 1570) und sein schon 1540 verstorbener Bruder Simon V. Wecker hinterließen nur jeweils eine Tochter als Erbin. Die Tochter des Grafen Jakob, Margarethe (* 1540; † 1569), war mit Philipp V. von Hanau-Lichtenberg (* 1541; † 1599) verheiratet. Zu dem sich aus dieser Konstellation ergebenden Erbe zählten auch die Herrschaft und die Burg Ochsenstein. In der Verwaltungsstruktur der Grafschaft Hanau-Lichtenberg wurde die Burg Ochsenstein dem Amt Westhofen zugeschlagen.
Während des Dreißigjährigen Kriegs wurde die Burg 1632 von schwedischen Truppen gänzlich zerstört wurden. Zu Beginn des 18. Jahrhunderts diente die Ruine als Steinbruch, aus dem unter anderem das Material zum Bau eines nahe gelegenen Jagdhauses gewonnen wurde. Dieses Gebäude stürzte im 19. Jahrhundert ein. Mit der Reunionspolitik Frankreichs unter König Ludwig XIV. kam das Amt Westhofen unter französische Oberhoheit.

### Hessen-Darmstadt und Nachfolger
Nach dem Tod des letzten Hanauer Grafen, Johann Reinhard III., fiel das Erbe – und damit auch die Burg Ochsenstein – 1736 an den Sohn seiner einzigen Tochter, Charlotte, den Erbprinzen und späteren Landgrafen Ludwig (IX.) von Hessen-Darmstadt. In Hessen-Darmstädtischer Zeit wird die Burg – nun ganz ruiniert – nicht mehr als Bestandteil des Amtes Westhofen aufgeführt.
Mit dem durch die Französische Revolution begonnenen Umbruch wurde das Amt Westhofen Bestandteil Frankreichs und in den folgenden Verwaltungsreformen aufgelöst.
Seit den 1890er Jahren erfolgten mehrfach Restaurierungen der erhaltenen Burgreste, eine wissenschaftlich begleitete Ausgrabung fehlt jedoch bis zum heutigen Tag.

## Beschreibung

Grober schematischer Grundriss Groß-Ochsensteins

Die erhaltenen Reste der Burg Ochsenstein liegen auf drei bebauten Felsen, die sich als Ausläufer eine Felsplattform in Nord-Süd-Richtung aneinanderreihen. Der mittlere der drei Felsen ist unbetretbar, während der Zutritt zu den übrigen beiden über in den Felsen gehauenen Treppen möglich ist. Die unterste Stufe des Nordfelsen ist dabei nur durch eine Eisenleiter zu erreichen. Jede der drei einzelnen Anlagen besaß eine etwas tiefer gelegene Vorburg. Als Baumaterial kam der am Burgberg anstehende rote Sandstein zum Einsatz, der als Buckelquader oder hammerrechter Quader verbaut wurde. Da nirgends eindeutige Reste von Bausubstanz aus der Zeit vor 1200 festzustellen sind, ist es möglich, dass der dort ab den 1180er Jahren vorhandene Bau aus Holz errichtet worden war und erst im 13. Jahrhundert durch Steinbauten ersetzt wurde. Baubefunde bezeugen zumindest, dass alle drei Felsen in jenem Jahrhundert neu bebaut wurden.
Zur Burganlage gehörte auch das heutige Forsthaus Haberacker, das etwa 500 Meter südlich unterhalb der Ruine steht. Es ist seit 1567 sicher belegt und war wahrscheinlich ein Wirtschaftshof der Burg.

### Groß-Ochsenstein

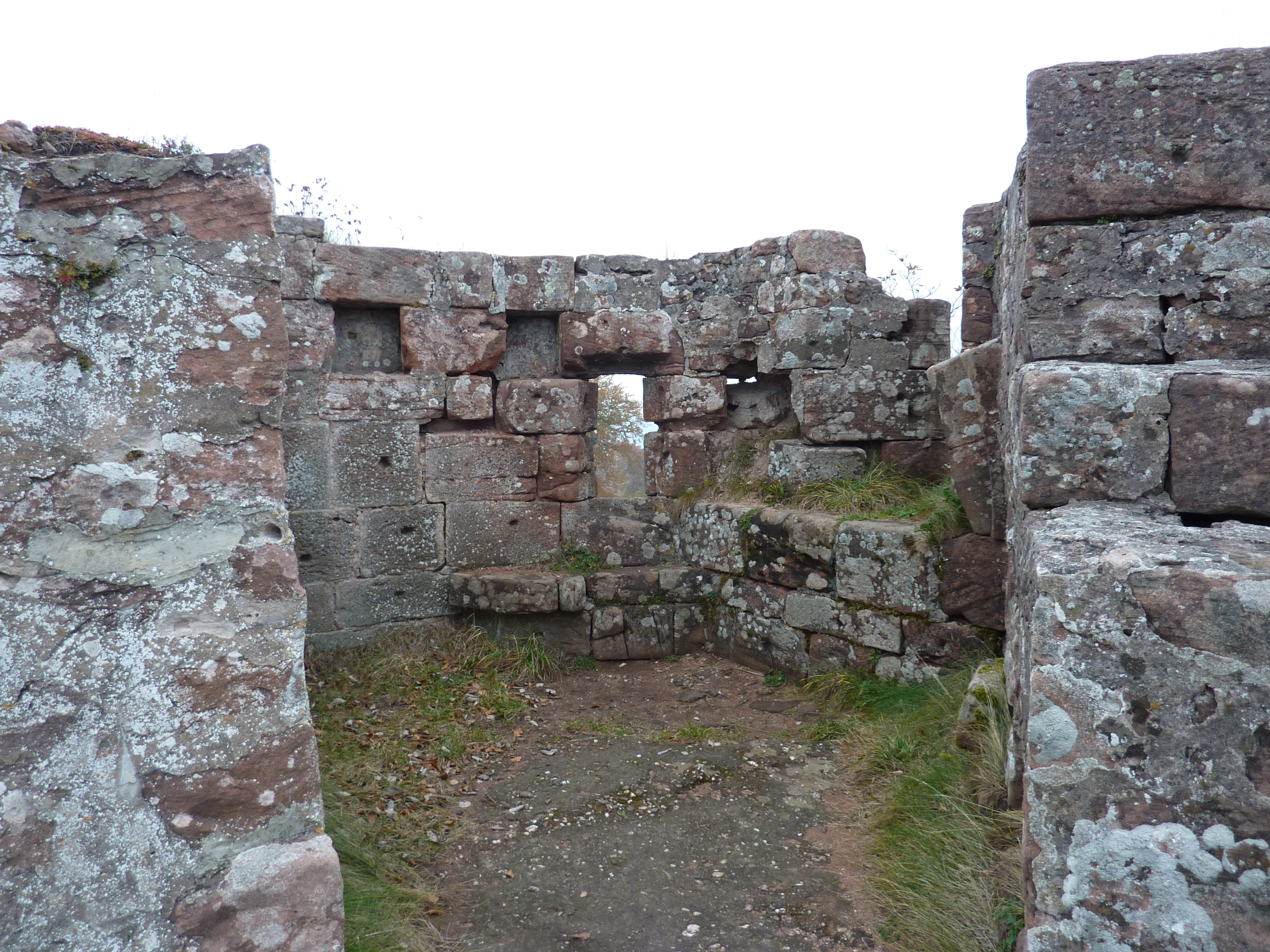
Ruine der Burgkapelle

Von der südlichen, rund 50 Meter langen Burg Groß-Ochsenstein ist noch am meisten erhalten. Wie so häufig bei elsässischen Burgen wurde ihr Grundriss durch die Gestalt des Felsens vorgegeben. Zugang zu ihr gewährt eine von Osten kommende Treppe, die erst 1893/1904 angelegt wurde. Sie führt in einen ehemaligen Wachraum, der vermutlich auch im Mittelalter als Eingang diente. Er lag etwa in der Mitte eines länglichen Baus mit einer Reihe von hintereinanderliegenden Räumen. Nördlich schloss sich dem Wachraum eine Küche an, was anhand des noch erhaltenen Ausgusssteins zu erkennen ist. Sie besaß eine als Felsenkeller angelegte Speisekammer. Nördlich der Küche lag der sogenannt Nordbau. Südlich des Wachraums schloss sich der Südbau an, an den sich westlich, auf der höchsten Stelle des Burgfelsens, die Burgkapelle anschloss. Ihre Reste besitzen einen fünfeckigen Grundriss und weisen an den breitesten Stellen Maße von 3,20 Tiefe sowie 4,80 Meter Breite auf. An der Ostseite besaß sie einen polygonalen Abschluss mit zwei Fenstern, deren Öffnungen noch zum Teil erhalten sind. Der Eingang lag in der Südwest-Ecke. Als Altar diente ein Mauerabsatz. Abgeschlossen war der kleine Bau durch ein niedriges Kreuzrippengewölbe, dessen Schlussstein sich in etwa drei Meter Höhe befand.
An der Südspitze Groß-Ochsensteins stand ein polygonaler Wohnbau mit Mauern aus Buckelquadern. In seinem Inneren befand sich eine ovale Filterzisterne, die noch vergleichsweise gut erhalten ist. Von dort wurde das gesammelte und gefilterte Regenwasser über einen Schacht in den zentralen Burgbrunnen geleitet. Wie viele Geschosse die Bauten der Anlage einst aufwiesen, kann heute wegen der nur wenigen erhaltenen Mauerreste nicht mehr festgestellt werden. Den nördlichen Abschluss Groß-Ochsensteins bildet die Ruine des viereckigen Bergfrieds mit trapezförmigem Grundriss. Seine Spitze war der Angriffsseite im Norden und damit Klein-Ochsenstein zugewandt. Die Reste seiner zwei Meter dicken Außenmauern aus Bossenquadern sind nur noch drei Meter hoch, weswegen seine ursprüngliche Höhe heute nicht mehr zu ermitteln ist.
Von der großen Vorburg Groß-Ochsensteins, die etwa neun Meter tiefer als die Kernburg lag, sind nur noch vereinzelte Mauerreste und Schuttwälle erhalten. Im Süden steht noch ein Stück der hohen Ringmauer, die an den Kernburgfelsen anschloss. Über einem Sockel aus Bossenwerk findet sich eine Rundbogenpforte, die als Ausfalltor diente. Daneben sind Reste eines Aborterkers und der Brustwehr mit einer Schlüsselscharte erkennbar. Einziger deutlich sichtbarer Rest der langen östlichen Ringmauer ist in deren ungefährer Mitte ein halbrunder Schalenturm mit Mauern aus Glattquadern. Rudimentäre Mauerreste zeigen, dass sich der Ostmauer an deren Innenseite einst eine 9,50 Meter tiefe Bebauung anschloss. Der nördliche Teil der Vorburg wurde später als die südlichen Partien errichtet. Vermutlich wurden letztere kurz nach oder zeitlich mit der Hauptburg angelegt und dann bis um 1300 ergänzt. Denkbar ist sogar, dass sich der Ausbau der Vorburg bis in das 16. Jahrhundert zog.

### Klein-Ochsenstein und Wachelheim

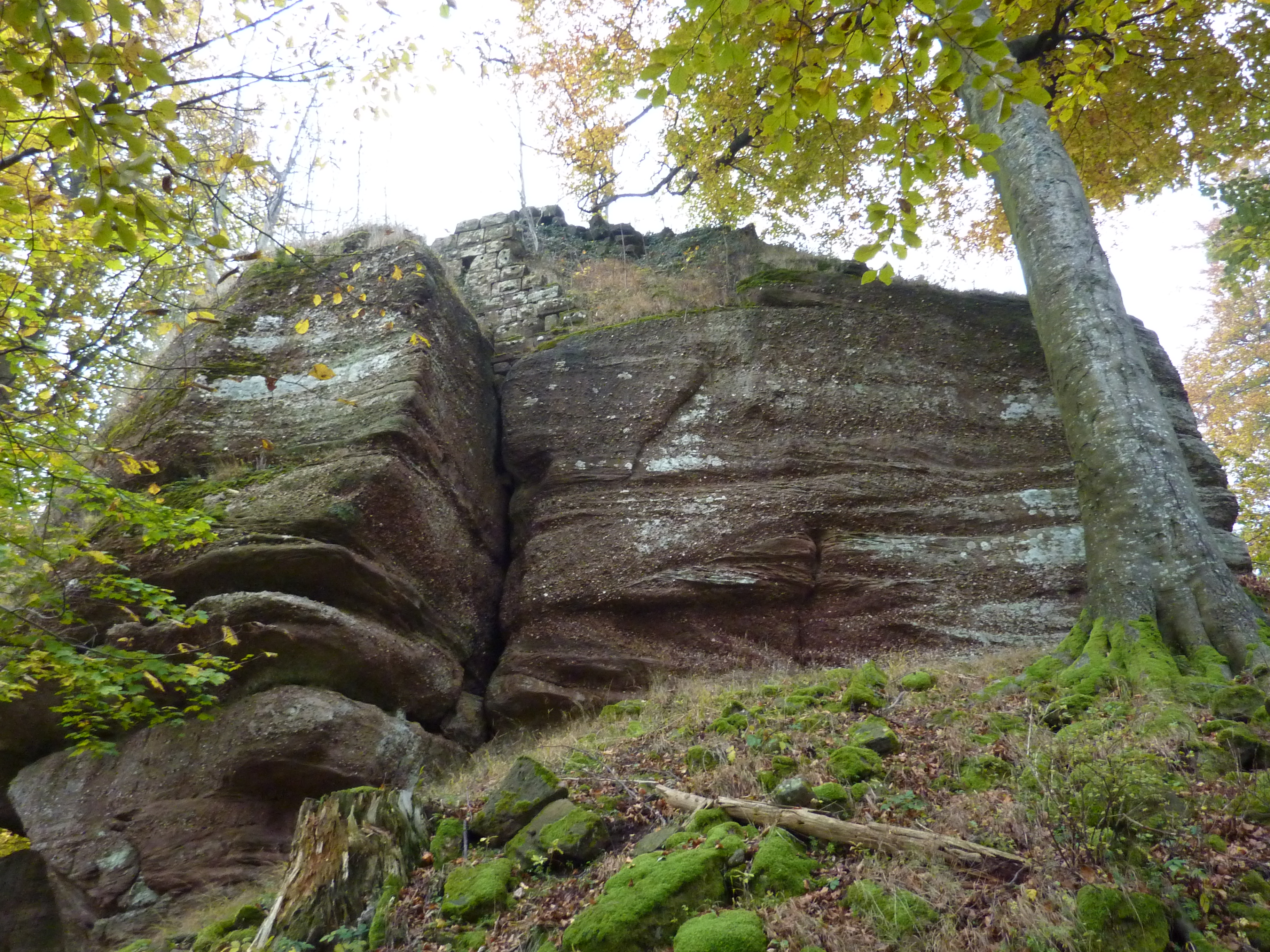
Der mittlere Burgfelsen mit Resten von Klein-Ochsenstein

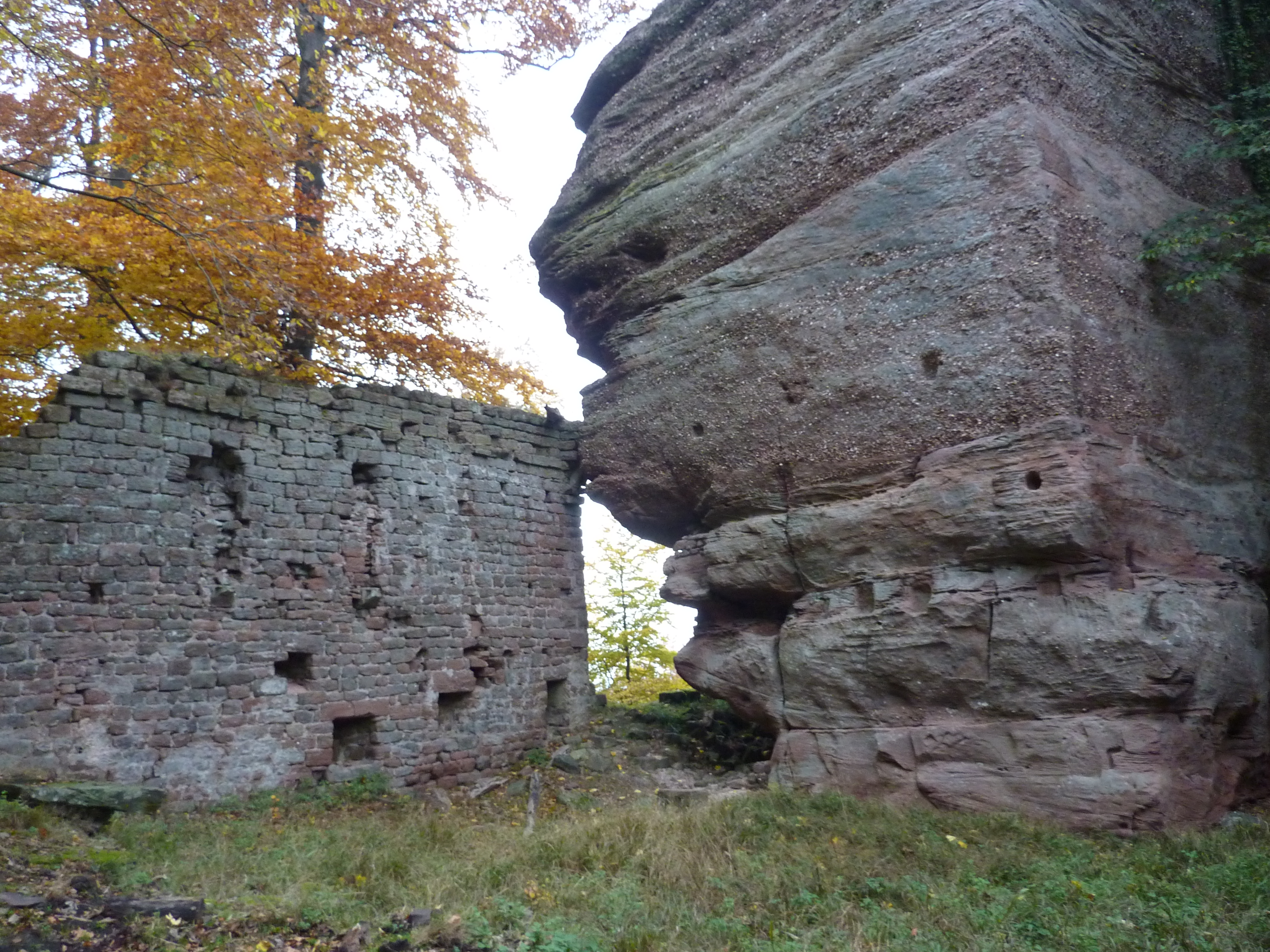
Reste der nördlichen Burg

Entlang der nördlichen Vorburgseite von Groß-Ochsenstein zieht sich ein Graben als Schutz gegen den nur 30 Meter entfernten mittleren Burgfelsen. Nur weitere 30 Meter davon entfernt findet sich bereits der Nordfelsen.
Die Plattform des mittleren Felsens ist lediglich 15 bis 20 Meter lang, sodass darauf nur ein einziges Gebäude Platz fand, dessen Grundriss sich an den Felskanten orientierte. Seit 1454 wurde diese mittlere Burg als Klein-Ochsenstein bezeichnet. Im Osten steht davon noch ein zwölf Schichten hoher Mauerrest aus Buckelquadern. Einige weitere Partien sind auch im Westen erhalten. Der Eingang liefert mit der Form seines Türsturzes ein Indiz dafür, dass der Bau schon in der zweiten Hälfte des 12. Jahrhunderts, also deutlich vor 1200, existiert haben könnte. Von der Vorburg Klein-Ochsensteins sind nur noch sehr geringe Reste erhalten.
Zwischen dem Mittel- und dem Nordfelsen fehlt jegliche Abgrenzung, was als Indiz dafür gedeutet werden kann, dass es sich bei den mittleren und nördlichen Gebäuden um nur eine einzige Burg gehandelt haben könnte, oder diese zwei kleinen Anlagen im Laufe der Zeit zu einer verschmolzen. Sichere Belege für diese Annahme fehlen bisher aber noch, ebenso wie der Besitzer der Nordburg bislang noch nicht ermittelt werden konnte. Die heute für die nördliche Burg geläufige Bezeichnung Wachelheim resultiert aus einem Lesefehler der Urkunde aus dem Jahr 1217, in der Otto I. von Ochsenstein seinen Nachlass geregelt hatte. Der darin benutzte Name Wazelheim ist die alte Schreibweise des Ortes Wasselnheim.
Der Nordbau ähnelt dem des mittleren Felsens. Es existieren noch geringe Reste der Außenmauer eines polygonalen, von der Felsform bestimmten Gebäudes, dessen Einstieg sich in acht Meter Höhe befindet. Seine Vorburg, die sich am Fuße des Felsen an dessen Ost- und Südseite befand, ist nur noch ganz rudimentär erhalten.